# Veronika Ročková
Veronika Ročková (* 1. srpna 1985 Pardubice) je bayesovká statistička. Narodila se v Československu a vzdělávala se v České republice, Belgii a Nizozemsku, pracuje v USA jako profesorka ekonometrie a statistiky a stipendistka Nadace Jamese S. Kempera na Chicagské univerzitě. Ve svém výzkumu se zabývá metodami, jako je výběr proměnných, vysokodimenzionální inference, nekonvexní optimalizace, inference bez pravděpodobnosti či metodou LASSO, ale také aplikacemi v biomedicínské statistice.

## Vzdělání a kariéra
Ročková se narodila 1. srpna 1985 ve východočeských Pardubicích. Vystudovala matematiku a statistiku na Univerzitě Karlově v Praze, Hasseltově univerzitě v Belgii a nizozemské Erasmově univerzitě v Rotterdamu. V roce 2007 získala bakalářský titul z matematiky na Univerzitě Karlově, v roce 2009 magisterský titul v oboru biostatistika na Hasseltově univerzitě, v roce 2010 druhý magisterský titul v oboru matematická statistika na Univerzitě Karlově a titul Ph.D. z Erasmovy univerzity v roce 2013. Vedoucím její doktorské disertační práci s názvem Bayesian Variable Selection in High-Dimension Applications byl Emmanuel Lesaffre.
Po postdoktorském výzkumu na ekonomické fakultě Wharton School Pensylvánské univerzity v letech 2013–2016 se v roce 2016 stala odbornou asistentkou ekonometrie a statistiky a stipendistkou Nadace Jamese S. Kempera na Chicagské univerzitě. V roce 2020 byla jmenována docentkou a v roce 2022 na řádnou profesorkou. Jako historicky první osoba z České republiky dosáhla tohoto titulu na této univerzitě.

## Ocenění
Mezinárodní společnost pro bayesovskou analýzu v roce 2018 vybrala Ročkovou jako lektorku pro Přednášku Susie Bayarri, vyhrazenou pro mimořádné mladé vědce do 35 let. V roce 2020 jí byla udělena cena National Science Foundation CAREER Award. Stala se také držitelkou ceny Emerging Leader Award 2023 a držitelkou COPSS Presidents' Award za rok 2024 udělované Výborem prezidentů statistických společností „za průkopnické příspěvky k teorii a metodologii na pomezí bayesovské a frekvenční statistiky v oblastech výběru proměnných, faktorových modelů, neparametrického bayesovského modelu, metod založených na stromech a hlubokém učení, vysokodimenzionální inference, generativních metod pro bayesovské výpočty; za příkladné služby statistice a za velkorysé vedení studentů a postdoktorandů“.